# A Nazionale 1978-1979
La A Nazionale 1978-1979 è stata la 39ª edizione del massimo campionato greco di pallacanestro maschile. La vittoria finale è stata ad appannaggio dell'Aris Salonicco.

## Risultati

### Stagione regolare
|     | Squadra              | G  | V  | P  | PF | PS | Pt. | Qualificazione            |
| --- | -------------------- | -- | -- | -- | -- | -- | --- | ------------------------- |
| 1.  | Aris Salonicco       | 26 | 24 | 2  |    |    | 50  |                           |
| 2.  | Olympiakos           | 26 | 22 | 4  |    |    | 47  |                           |
| 3.  | Panathīnaïkos        | 26 | 21 | 5  |    |    | 47  |                           |
| 4.  | AEK Atene            | 26 | 19 | 7  |    |    | 45  |                           |
| 5.  | Sporting Atene       | 26 | 17 | 9  |    |    | 43  |                           |
| 6.  | Iōnikos Nikaias      | 26 | 13 | 13 |    |    | 39  |                           |
| 7.  | Panellīnios          | 26 | 13 | 13 |    |    | 39  |                           |
| 8.  | Īraklīs Salonicco    | 26 | 10 | 16 |    |    | 36  |                           |
| 9.  | Paniōnios            | 26 | 10 | 16 |    |    | 36  |                           |
| 10. | Dimókritos Salonicco | 26 | 9  | 17 |    |    | 35  |                           |
| 11. | PAOK Salonicco       | 26 | 9  | 17 |    |    | 35  |                           |
| 12. | Maroussi             | 26 | 8  | 18 |    |    | 34  |                           |
| 13. | Esperos Kallithea    | 26 | 7  | 19 |    |    | 33  | retrocesse in B Nazionale |
| 14. | Tríton               | 26 | 0  | 26 |    |    | 26  | retrocesse in B Nazionale |

| A Nazionale 1978-1979    |
| ------------------------ |
| Aris Salonicco 2º titolo |

## Formazione vincitrice
| N° | Naz.              | Ruolo | Sportivo            |  | Alt. |  |
| -- | ----------------- | ----- | ------------------- |  | ---- |  |
|    | Grecia (bandiera) |       | Isaak Degemertzis   |  |      |  |
|    | Grecia (bandiera) |       | Dionisis Ananiadis  |  |      |  |
|    | Grecia (bandiera) |       | Stelios Kalantidis  |  |      |  |
|    | Grecia (bandiera) |       | Stavros Holopoulos  |  |      |  |
|    | Grecia (bandiera) |       | Tasos Spartalis     |  |      |  |
|    | Grecia (bandiera) |       | Diamantis Skondras  |  |      |  |
|    | Grecia (bandiera) |       | Vasilīs Paramanidīs |  |      |  |
|    | Grecia (bandiera) |       | Dimitris Nastos     |  |      |  |
|    | Grecia (bandiera) | AP    | Charīs Papageōrgiou |  | 198  |  |
|    | Grecia (bandiera) |       | Michalis Spiliotis  |  |      |  |
|    | Grecia (bandiera) | P     | Vaggelīs Alexandrīs |  | 185  |  |
|    | Grecia (bandiera) |       | Stratos Vamvakoudis |  |      |  |
|    | Grecia (bandiera) |       | Lazaros Voreadis    |  |      |  |
|    | Grecia (bandiera) |       | Kostas Stilianou    |  |      |  |
|    | Grecia (bandiera) | All.  | Giannīs Iōannidīs   |  |      |  |